# 하라노역
하라노역(일본어: 原野駅)은 일본 나가노현 기소군 기소정에 있는 도카이 여객철도 주오 본선의 역이다.

## 역 구조 및 승강장
상대식 승강장 2면 2선을 가지는 지상역. 미야코노시 방면 단선, 기소후쿠시마 방면 복선의 교환 가능역으로, 기소후쿠시마역 관리의 무인역이다. 나고야 방면 승강장부터 계단 또는 경사를 오르면, 역사와 화장실이 있다. 구내 건널목등은 없기 때문에, 시오지리 방면은 역사를 지나지 않고, 공도의 과선교를 건너, 계단을 내려가서 승강장에 내린다. 시오지리 방면의 승강장에는 작은 맞이방이 있다.
| 1 | ■ 주오 본선 | 상행 | 나카쓰가와 · 나고야 방면 |
| 2 | ■ 주오 본선 | 하행 | 시오지리 · 나가노 방면   |

## 역 주변
- 하라노 임업 센터
- 국도 제19호선

## 역사
- 1955년 4월 21일 : 일본국유철도 주오 본선의 미야노코시 - 기소후쿠시마 간에 신설 개업. 여객영업만.
- 1984년 10월 1일 : 무인역화.
- 1987년 4월 1일 : 일본국유철도 분할 민영화에 의해, 도카이 여객철도의 역이 된다.

## 인접 역
| 도카이 여객철도 주오 본선         | 도카이 여객철도 주오 본선 | 도카이 여객철도 주오 본선           |
| --------------------------------- | ------------------------- | ----------------------------------- |
| 미야노코시 시오지리 · 나가노 방면 | ■ 주오 본선               | 기소후쿠시마 나카쓰가와·나고야 방면 |